# Danke Deutschland
Danke Deutschland (Хвала Немачкој) је назив песме у знак захвалности Немачкој за њено залагање за међународно признање независности Хрватске јануара 1992.
Песма, коју је тадашње хрватско руководство неколико недеља форсирало по медијима, никада није стекла популарност. Виђена је као политички кич, режим у Србији ју је користио за антипропаганду, како би се нагласио однос Немачке према Хрватској као наводно оживљавање нацистичко-усташког савеза. На српској телевизији, песма је приказана као снимак немачких трупа у Загребу током Другог светског рата.

## Политички и историјски контекст настанка песме
Хрватска је прогласила независност од СФР Југославије 25. јуна 1991. Европска комисија је захтевала тромесечну суспензију те одлуке, у земљи је почео да бесни рат, хрватски Сабор је 8. октобра прекинуо све преостале везе са федерацијом, и до средине децембра Хрватску је већ признало неколико земаља, укључујући и Ватикан.
Унутар саме Европске економске заједнице, Немачка је предводила напоре да наговори партнере на консензус о признавању независности Словеније и Хрватске; напокон, немачки министар иностраних послова Ханс-Дитрих Геншер је 19. децембра 1991, по повратку из Ватикана, објавио да ће Немачка ове земље признати независно од одлуке других влада и убрзо потом су то учиниле још неке земље појачавши тако притисак на ЕЕЗ.
Европска економска заједница је тако 15. јануара 1992. објавила признање независности Словеније и Хрватске, мада је Бадинтерова комисија саме ЕЕЗ препоручила да се признају Словенија и Република Македонија.
Истог дана Хрватска телевизија је премијерно емитовала у ударном термину песму-захвалницу Немачкој под називом Danke Deutschland.

## Рефрен песме
Изворни текст на немачком језику:
Превод на српски језик:
Хвала Немачкој, моја душа гори!
Хвала Немачкој, на драгом поклону.
Хвала Немачкој, много хвала,
сад више нисмо сами,
и нада долази у нашу порушену домовину.

## Извођач, композитор и аранжер
Песму је извела Сања Трумбић, која је остала упамћена и по другим дневно-родољубивим насловима, те хитовима са насловима попут Хаваји су само шкој („, а ја имам оток свој...“), Казни ме ко жену, Сто куна дај ми мама или Марине, жени ме.
Данке Дојчланд је потписао композитор Ђорђе Новковић, мешовитог српско-хрватског порекла, рођен у Сарајеву и отац познатог певача Бориса Новковића, који је годину дана касније радио и први хрватски самостални наступ на Песми Евровизије 1993. (Don't ever cry, („my Croatian sky“!)).
Текст је био дело Теа Трумбића, познатог хрватског композитора и Сањиног супруга, а аранжман је урадио Никица Калођера.

## Употреба у медијима и свакодневном говору на бившим југословенским просторима
Песма Данке Дојчланд се одавно више не емитује, али је сам наслов остао у пост-југословенским популарним културама као фраза која сажима емоције које је сама песма изазвала, добивши каснијим расплетом догађаја и извесну ноту горчине, ироније и ситног задовољства.
Коришћена је у различитим чланцима и новинским насловима.
Српска опозиција је током деведесетих једно време на протестним скуповима делила и беџеве са натписом Данке Кина, данке Зимбабве у алузији на уздржан глас Кине и противљење Зимбабвеа приликом увођења санкција УН СР Југославији у мају 1992
У годинама након настанка песме, фраза „данке Дојчланд” је у београдском жаргону кориштена као израз подругљивог захваљивања, слично саркастичном: „е, баш ти хвала”.